# 8707 Arakihiroshi
8707 Arakihiroshi este un asteroid din centura principală, descoperit pe 12 februarie 1994, de Takao Kobayashi.